# Богатырёвский
Богатырёвский — посёлок в Железногорском районе Курской области. Входит в состав сельского поселения Копёнский сельсовет. 

## География
Посёлок расположен в 21 км к юго-востоку от Железногорска, у восточной границы района, на берегу Михайловского водохранилища. До создания этого водоёма располагался на левом берегу реки Белый Немёд. Высота над уровнем моря — 172 м. Ближайшие населённые пункты: деревня Копёнки и посёлок Слобода (в Орловской области).

## История
Во время Гражданской войны, в марте 1919 года, в ходе подавления восстания против советской власти возле Богатырёвского погибли 6 красноармейцев и военком. Борцов за советскую власть похоронили на месте их гибели, а над могилой был сооружён каменный обелиск с памятной табличкой. После затопления окрестностей Михайловским водохранилищем останки красноармейцев перезахоронили в слободе Михайловке, а каменный обелиск перенесли к Копёнской школе. В 1937 году в посёлке было 9 дворов. В 1981 году в Богатырёвском проживало около 40 человек.

## Население
| 1979 | 2002 | 2010 |
| ---- | ---- | ---- |
| 45   | ↘10  | ↘9   |